# Ancistrocercus olivaceus
Ancistrocercus olivaceus är en insektsart som beskrevs av Max Beier 1954. Ancistrocercus olivaceus ingår i släktet Ancistrocercus och familjen vårtbitare. Inga underarter finns listade i Catalogue of Life.